# Jack and Jill (filastrocca)

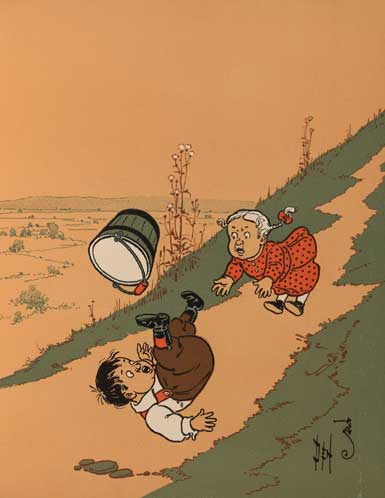
Jack and Jill 2 - illustrazione di William Wallace Denslow

"Jack and Jill" (a volte "Jack and Gill", in particolare nelle versioni più antiche) è una tradizionale filastrocca in rima in uso nelle scuole materne inglesi. L'indice Roud Folk Song classifica questo brano e le sue varianti al 10.266º posto. La filastrocca risale almeno al XVIII secolo e esiste con diversi numeri di versi ciascuno con varie varianti. Diverse teorie sono state avanzate per spiegare le sue origini e per suggerire significati dei testi.
To fetch a pail of water.

Jack fell down and broke his crown,

And Jill came tumbling after.»
per prendere un secchio d'acqua.

Jack cadde e si spaccò la testa,

e Jill lo seguì rotolando.»

## Struttura
La filastrocca è costituita da quartine, con una rima di ABCB (con rime occasionali), usando rime cadenti (dove il suono della rima è su una sillaba relativamente inesistente: de-enfatizzando la rima) e un ritmo trocaico (con l'accento che cade sulla prima di due di sillabe), noto come forma di ballata, comune nelle filastrocche per infanzia. La melodia comunemente associata alla filastrocca è stata registrata per la prima volta dal compositore e collezionista di filastrocche per infanzia James William Elliott nelle sue "National Nursery Rhymes and Songs of Nursery" (1870).

## Significato e origine
Il gioco è stato tradizionalmente visto come un versetto senza senso, in particolare quando la coppia saliva su una collina per trovare l'acqua, spesso pensata per essere trovata in basso alle colline. L'aceto e la carta marrone erano una cura domestica utilizzata come metodo per guarire le contusioni sul corpo. La frase "Jack e Jill" era in uso in Inghilterra già nel XVI secolo per indicare un ragazzo e una ragazza. Una commedia con il titolo Jack e Jill è stata eseguita alla corte di Elisabetta nel 1567-68 e la frase è stata utilizzata due volte da Shakespeare in Sogno di una notte di mezza estate (III: ii: 460-2), e in Pene d'amor perdute (V: ii: 874-5). Questi versi suggeriscono che si trattava di una frase che indicava una coppia romantica, come nel proverbio "un buon Jack fa una buona Jill".
(William Shakespeare, Sogno di una notte di mezza estate)
(William Shakespeare, Pene d'amor perdute)
Jack è il nome più comune utilizzato nelle rime per l'infanzia in lingua inglese e rappresenta un archetipo d'eroe del XVIII secolo, mentre nel Medioevo Jill (o Gill) si intendeva una ragazza o una spasimante.
Tuttavia, la xilografia che accompagnava la prima versione registrata della filastrocca mostrava due ragazzi (non un ragazzo e una ragazza) e usavano l'ortografia Gill invece di Jill. questa prima versione deriva da una ristampa della melodia Mother Goose's Melody di John Newbery, probabilmente pubblicata per la prima volta a Londra intorno al 1765.

## Interpretazione

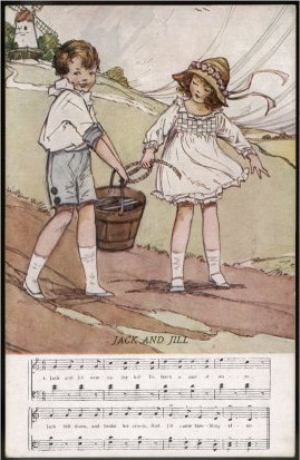
Una cartolina illustrata della filastrocca realizzata da Dorothy Muriel Wheeler, c. 1920

La vera origine della filastrocca è sconosciuta, ma ci sono diverse teorie. Le metafore complicate si dicono spesso esistere all'interno dei testi, come è comune con l'esegesi della filastrocca. La maggior parte delle spiegazioni post-datano la prima pubblicazione, ma non ci sono prove che lo confermano. Queste includono il suggerimento di Sabine Baring-Gould nel XIX secolo che gli eventi erano una versione della storia raccontata nel libro Gylfaginning del manuale Edda in prosa del XIII secolo scritto dallo storico islandese Snorri Sturluson. Baring-Gould ha affermato che Hjúki e Bil, fratello e sorella rispettivamente nella mitologia norvegese, furono prelevati dalla terra da parte della luna (personificata come il dio Máni) poiché stavano prelevando acqua dal pozzo chiamato Byrgir, portando sulle spalle il bastone chiamato Saegr e il palo chiamato Simul. Intorno al 1835, John Bellenden Ker suggerì che Jack e Jill erano due sacerdoti; questo fu ampliato da Katherine Elwes nel 1930 per indicare che Jack rappresentava il cardinale Thomas Wolsey (c.1471-1530) e Jill il vescovo di Tarbes, che aveva negoziato il matrimonio di Maria Tudor con il re di Francia nel 1514.
È stato anche suggerito che la filastrocca registra il tentativo di re Carlo I di riformare le tasse sulle misure liquide. È stato bloccato dal Parlamento, quindi ha ordinato successivamente di ridurre il volume di un Jack (1/2 pinta), ma la tassa rimase la stessa. Con il risultato che riscosse più tasse, nonostante il veto del Parlamento. Quindi "Jack è caduto ed ha rotto la sua corona" (trad. "Jack fell down and broke his crown") (molti bicchieri di una pinta nel Regno Unito hanno ancora una linea che contrassegna il livello di 1/2 pinta con una corona sopra di esso) "e Jill è venuto a cadere dopo" (trad. "and Jill came tumbling after"). Si dice che il riferimento a "Jill" (in realtà un "gill" o 1/4 pinta) riflette che il gill è caduto in volume come conseguenza.
È stato anche suggerito che Jack e Jill rappresentano Luigi XVI di Francia, che fu deposto e decapitato nel 1793 (perse la sua corona) e la sua regina Maria Antonietta (che è venuto a cadere successivamente), una teoria difficile dal fatto che la prima stampa della filastrocca è precedente a tali eventi. C'è inoltre una credenza popolare che la filastrocca registra eventi nel villaggio di Kilmersdon nel Somerset nel 1697 quando una "spinster" del luogo rimase incinta; il presunto padre si dice fosse morto da una caduta da una roccia e la donna fosse morta durante il parto poco dopo.